# Ларин плоский
Ларин плоский (лат. Larinus planus)   — вид жуков из семейства долгоносиков (Curculionidae).

## Распространение
Изначальный ареал — юго-западная Англия, Центральная и Восточная Европа. В 1960-е годы случайно завезены в США и Канаду. В 1971 отмечен уже в Мэриленде. В настоящее время вид широко распространён в Северной Америке.

## Использование для биологической защиты растений
В Канаде использовались для борьбы против бодяка полевого. Завозился с этой целью и в США.
В 2000 году жук был замечен кормящимся на Cirsium undulatum.